# DJ Ashba
Daren Jay „DJ” Ashba (1972. november 10.) egy amerikai zenész, dalszövegíró, producer, és az Ashba Media vezetője. A Sixx:A.M. és a Guns N’ Roses gitárosaként vált ismertté. Játszott régebben a BulletBoys és a Beautiful Creatures zenekarokban, és olyan neves előadókkal dolgozott együtt, mint a Mötley Crüe, a Drowning Pool, Marion Raven, Aimee Alleen és Neil Diamond.

## Pályafutása
Ashba Monticello-ben, Indiana államban született, de Fairbury, Illinois-ban nőtt fel. Édesanyja, mint jól-képzett zongoraművész volt az első, aki megtanította Dj-t zenélni kisgyerekként. Első szereplése 5 évesen történt, amikor Beethoven-től az „Örömódát” adta elő. A második cél, amit Ashba kitűzött magának, az volt, hogy megtanuljon dobolni. Hatévesen összeeszkábált magának műanyag dobozokból és palackokból egy egyedi dobfelszerelést, és azon kezdett játszani. 8 évesen vállalta első munkáját, egy kukoricaföldön dolgozott, hogy összeszedje a pénzt a gitárjára. Volt, hogy egy nap 17 órát is gyakorolt gitáron. 16. születésnapjára édesapja elvitte őt egy Mötley Crüe koncertre, és ott abban a pillanatban döntötte el, hogy bármibe is kerül, egyszer Ő is fent lesz a színpadon. 19 évesen fogta magát, és elköltözött Hollywoodba, hogy teljesítse álmát, és valóban rocksztár legyen.

### Barracuda, Bulletboys (1991-2002)
1991-ben csatlakozott a Barracuda nevű bandához, két évig turnézott velük. Időközben 1996-ban kiadta első szóló instrumentális albumát, „Addiction to the Friction” címmel. 1998-ban csatlakozott a BulletBoys nevű zenekarhoz. Miközben a bandában volt, találkozott Joe Lestével, aki nagy hatással volt rá és további életére. 1999-bben feloszlatta a zenekart, hogy Lestével egy újat alakítsanak.

### Beautiful Creatures (1999-2002)
1999-ben Ashba megalakította a Beautiful Creatures bandát Joe Lestével. A basszusgitáros Kenny Kweens volt, aki előzőleg a Shake The Faith és No.9 nevű bandákban tűnt fel. Anthony Focxot választották dobosnak, de egy idő után ő lett a zenekar második gitárosa, és helyére egy másik dobost vettek fel. A banda szerződött a Warner Bros-hoz, és kiadták első nagylemezüket „Beautiful Creatures” címmel. A nagylemez producerei volt többek között Marilyn Manson és Sean Beavan is. Az albumról az első szám betétdala lett egy horror filmnek, valamint a Smallville című sorozatban is felcsendült egy két dal az albumról. 2002-ben Ashba kilépett a zenekarból.

### Szóló pályafutása (2002-2007)
2002-ben megalakított egy zenekart ASHBA néven Micheal Thomas gitárossal, aki amúgy helyette játszott a Beautiful Creatures-ben, miután otthagyta a zenekart. 2003-ba a Brides of Destruction zenekarba hívták, ahol a tagok Nikki Sixx és Tracii Guns voltak, viszont Ashba inkább a saját szólóprojektjére fektetett nagyobb hangsúlyt. 2005-ben nagyon sok képzelgés és pletyka keringett arról, hogy a Mötley Crüe újra összeáll, és Mick Mars helyére Ashba fog belépni. Természetesen, ez nem volt igaz:
„Csak el szeretném mondani, hogy tiszta legyen a kép mindenki számára. Szeretek együtt játszani, zenélni a Mötley-vel, de ez nem igaz… ez csak egy pletyka. Nem fogok Mick helyére beállni, én stúdióba vonulok és az ASHBA nevű bandával lépek fel. Minden tisztelem a Mötley Crüe-é, és nagyon várom már, hogy lássam Mick-et a színpadon.”– mondta Ashba
2006-ban a Funny Farms Stúdióban Nikki Sixx-el elkezdtek írni, zenét komponálni, ezek után egyre több híres előadóval dolgoztak együtt. Marion Ravennek elkészítették a Set Me Free című nagylemezét. James Michael énekes, és egyben jó barátjuk is nagyon sok dologban segített nekik, és segédkezett a legtöbb album elkészítésében. 2007-ben, a Drowning Pool úl albumára egy dalt készítettek, amiben Ashba és Sixx is közreműködik.

### Sixx:A.M. (2007-től napjainkig)
2007-ben Ashba összeállt Nikki Sixx-el, és James Micheal-el majd megalakították a Sixx:A.M. nevű zenekart, ami Nikki Sixx akkoriban megjelent könyvéhez tartozó betétdalokat játszott. A Sixx:A.M. név is a tagok neveiből keletkezett. Eredetileg 6:AM néven szerették volna megalakítani a bandát, viszont ez a név már foglalt volt. Nikki Sixx nevéből a „Sixx” szót, Ashba nevéből az „A” betűt és James Michael nevéből az „M” betűt rakták össze, és így kreálták a Sixx:A.M. nevet. Augusztusban a Billboard lista második helyén nyitott a „Life is Beautiful” című dal, ami az album első kislemeze is egyben. Eredetileg csak azért álltak össze, hogy a könyvhöz dalokat írjanak, és albumot készítsenek, viszont annyira jól összejöttek a dolgok, hogy a 2008-as Crüe Fest-nek egyik fellépői lettek, Buckcherry, Papa Roach, Trapt és a Mötley Crüe mellett.

## Diszkográfia
Szólóban
- Addiction to the Friction (1996)

Beautiful Creatures
- Beautiful Creatures (2001)
- Deuce (2005)

SixxA.M.
- The Heroin Diaries Soundtrack (2007)
- This Is Gonna Hurt (2011)
- Modern Vintage (2014)
- Prayers for the Damned (2016)
- Prayers for the Blessed (2016)

## További információ
- DJ Ashba a Facebookon
- DJ Ashba az Internet Movie Database-ben (angolul)
- DJ Ashba a Rotten Tomatoeson (angolul)